# Ulica Wita Stwosza w Katowicach
Ulica Wita Stwosza w Katowicach – ulica w katowickich dzielnicach Brynów część wschodnia-Osiedle Zgrzebnioka i Śródmieście. Rozpoczynająca swój bieg przy placu Karola Miarki ulica jest przedłużeniem ul. Jana Kochanowskiego. Biegnie około 1280 metrów na południe, krzyżując się m.in. z ulicami: Juliusza Ligonia, Powstańców, Ceglaną.
Patronem ulicy jest gotycki rzeźbiarz Wit Stwosz.

## Historia
Do końca XIX wieku pomiędzy ul. Wita Stwosza a ul. Jana Kochanowskiego znajdowała się skotnica – teren pastwiskowy. Jeszcze w 1907 r. dzisiejsza ulica Wita Stwosza była polną drogą bez nazwy, wiodącą od ówczesnego Blücherplatz (dziś pl. K. Miarki) na południe, do cegielni położonej na południe od dopiero co wytyczonej Bernhardstrasse (dzisiejsza ul. Powstańców; na terenie tym stoi obecnie archikatedra Chrystusa Króla). Nie było przy niej wówczas jeszcze żadnych budynków.

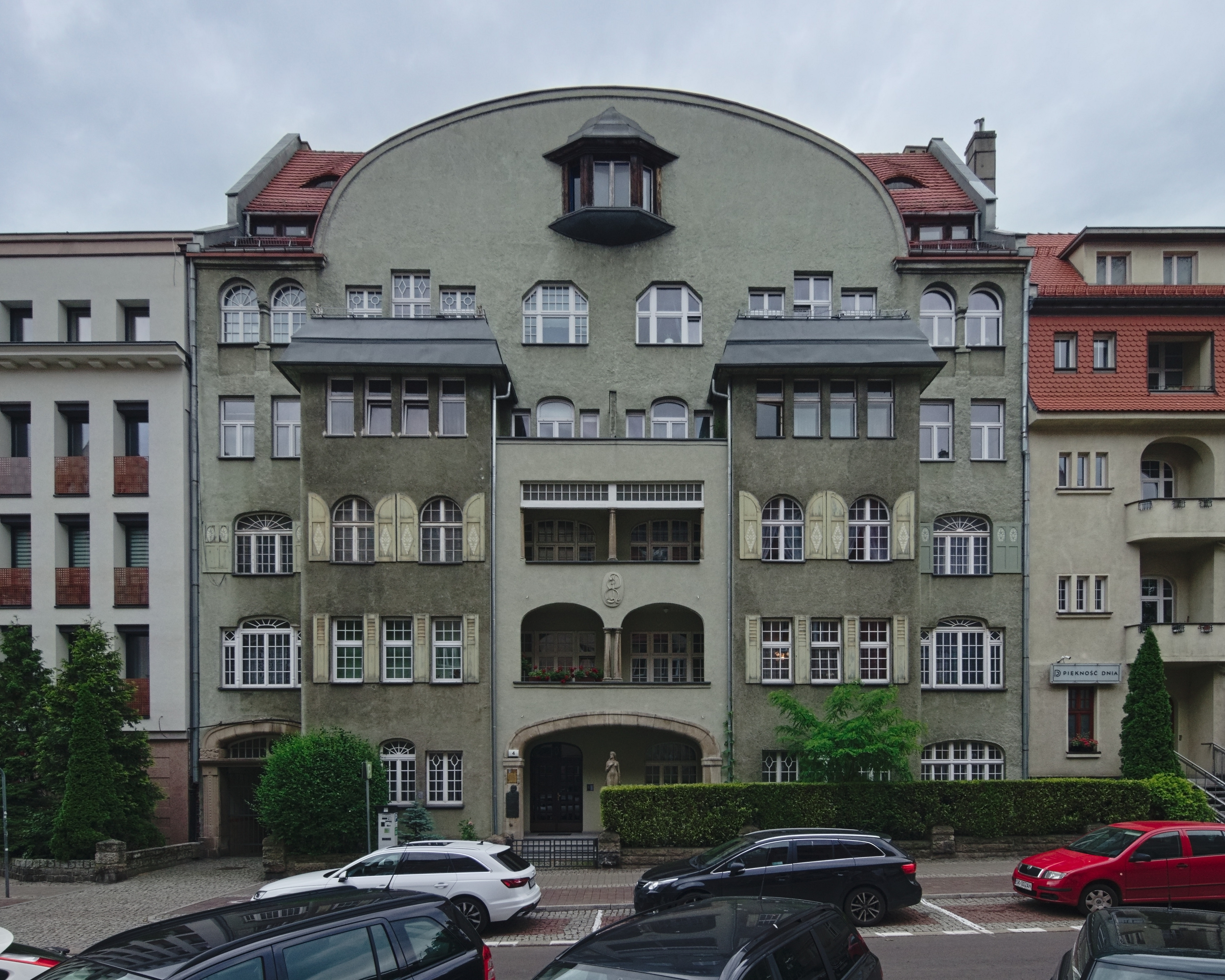
Budynek przy ul. Wita Stwosza 4

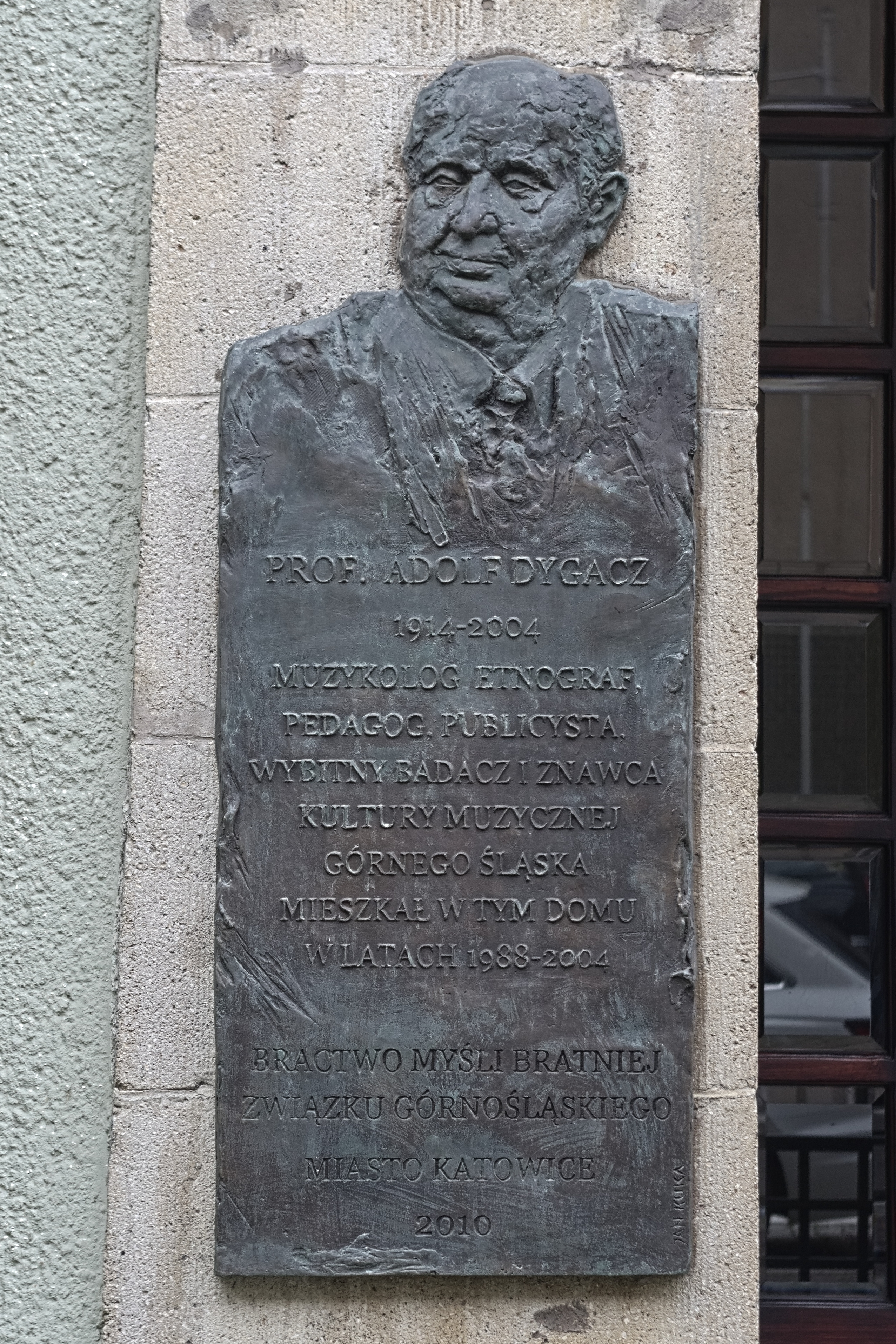
Tablica pamiątkowa na fasadzie kamienicy pod numerem 4, poświęcona Adolfowi Dygaczowi

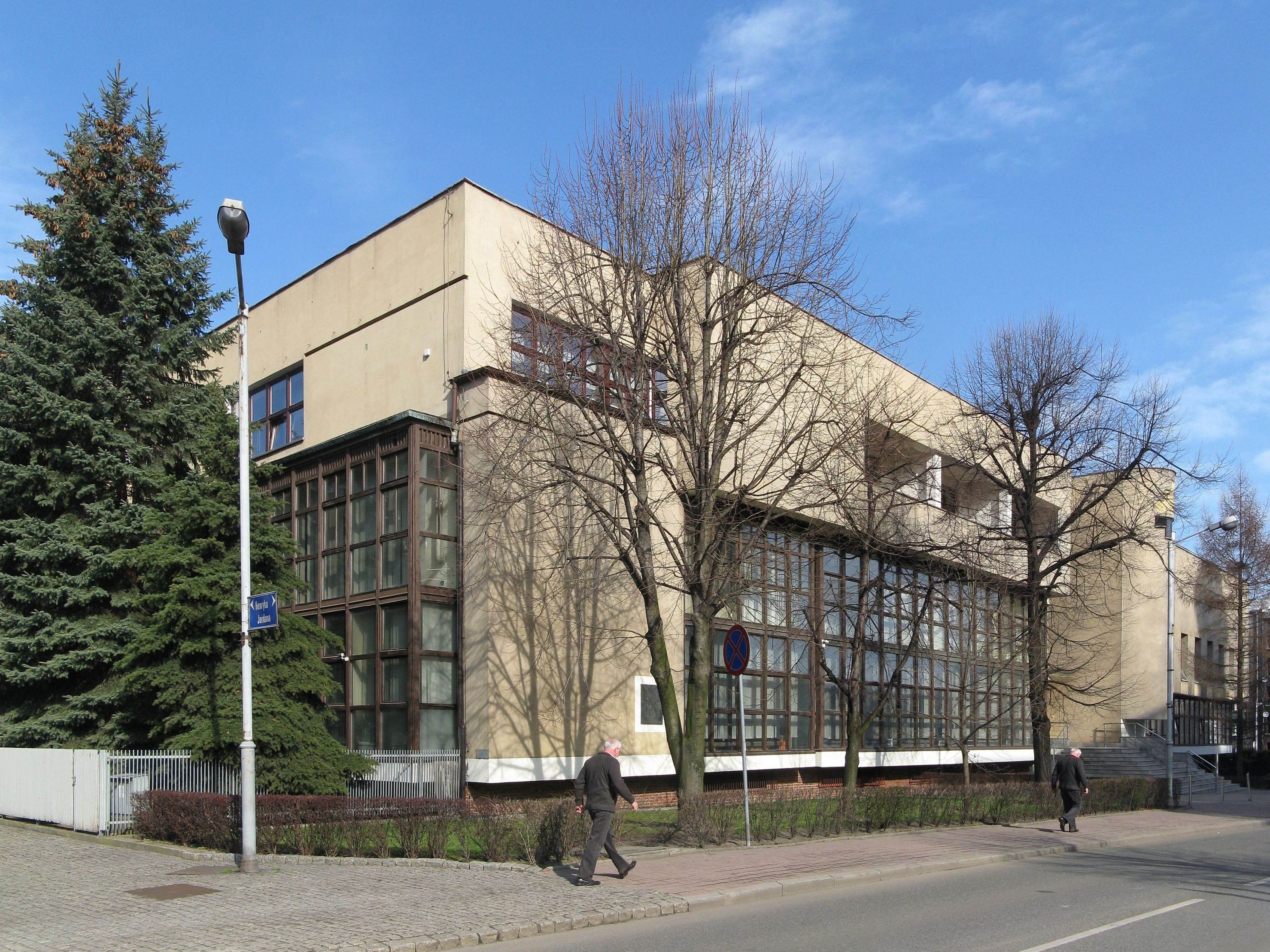
Budynek Drukarni Archidiecezjalnej przy ul. Wita Stwosza 11 w 2018 roku

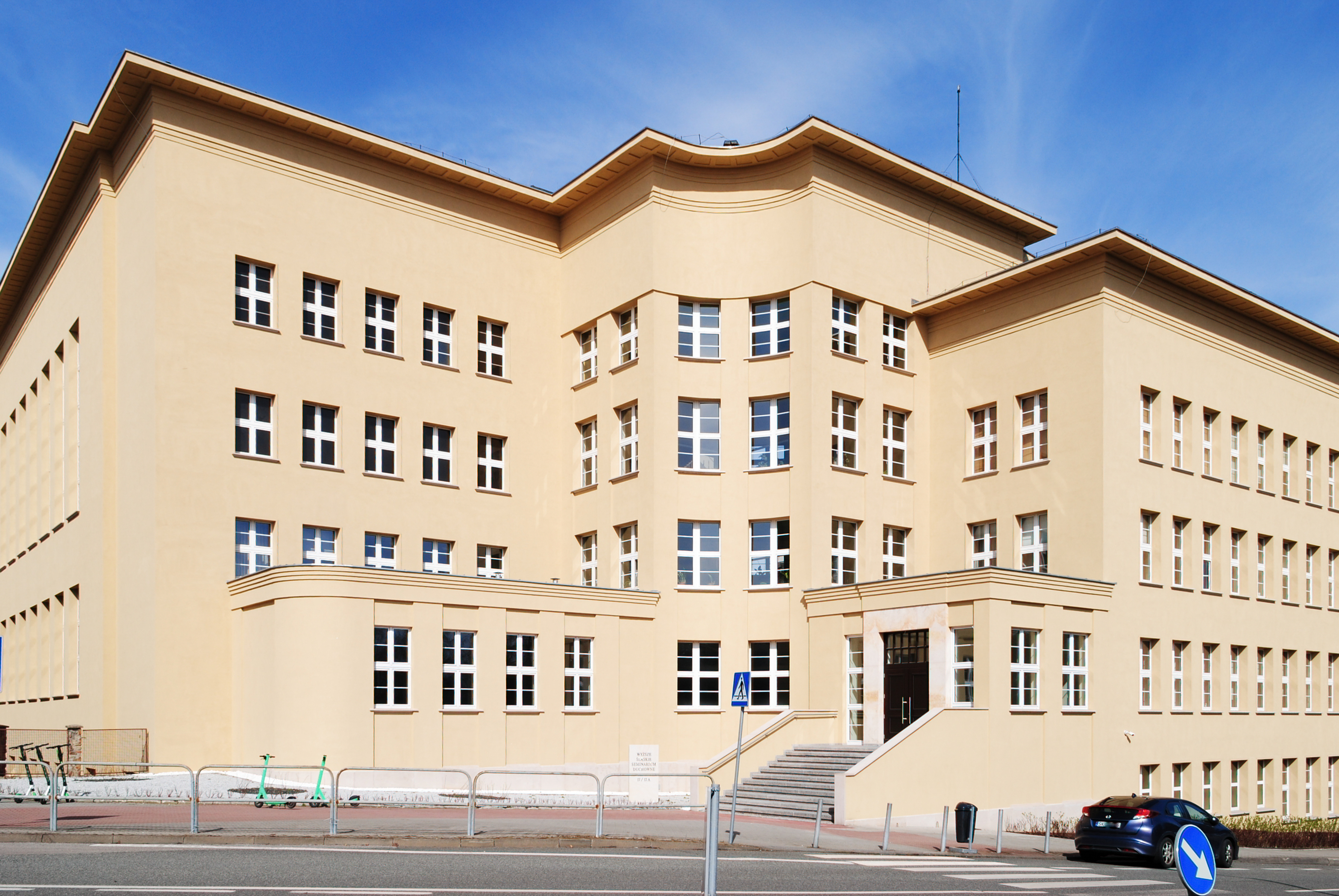
Gmach Wyższego Śląskiego Seminarium Duchownego (ul. Wita Stwosza 17)

W okresie Rzeszy Niemieckiej (do 1922) i w latach niemieckiej okupacji Polski (1939–1945) ulica nosiła nazwę Dürerstraße.
Pierwsze domy zaczęto stawiać przy niej w ostatnich latach przed I wojną światową, poczynając od dzisiejszego Placu K. Miarki w górę. Jeszcze w 1935 r. ulica kończyła się ślepo na wysokości ul. Ligonia. Budynki pomiędzy ulicami Ligonia i Powstańców, po stronie zachodniej, powstały pod koniec lat 30. oraz w czasie II wojny światowej. Wcześniej powstała, niska zabudowa po stronie wschodniej została rozebrana w l. 80. i 90. ub. wieku – dziś w tym miejscu mieszczą się market „Moje Auchan” (pierwotnie "Simply"; od strony ul. Ligonia) oraz niewielki skwer (od strony ul. Powstańców - plac św. Jana Pawła II).
Powyżej ul. Powstańców po stronie wschodniej od 1927 r. praktycznie do połowy lat 60. XX w. trwała budowa dzisiejszej archikatedry Chrystusa Króla. Powyżej ul. Jordana również po stronie wschodniej powstał budynek Kurii Biskupiej (ukończony na początku lat 50.) – dzisiejszej Kurii Metropolitalnej Archidiecezji Katowickiej. W tym czasie ten odcinek ulicy był praktycznie nieprzejezdny. Po zachodniej stronie ulicy na wysokości wznoszonej katedry znajdowały się wówczas baraki budowniczych wyżej wymienionych obiektów oraz składowiska kamienia i innych materiałów budowlanych. Na terenach tych, pod nr 11, mieści się obecnie wybudowany w latach 90. obiekt Drukarni Archidiecezjalnej, zaś na jej tyłach (wejście z ul. H. Jordana) znajduje się wzniesiony w I dekadzie bieżącego wieku gmach Wydziału Teologicznego Uniwersytetu Śląskiego wraz z biblioteką (posiadającą 122 000 woluminów i jednostek)
Wiosną 1939 r. pod nr. 17, w narożniku ul. Wita Stwosza i ul. A. Lisieckiego (pierwotnie ul. Polna, obecnie ul. M. Szeligiewicza), naprzeciw dzisiejszego ogrodu Kurii Metropolitalnej, rozpoczęto budowę wielkiego gmachu, przeznaczonego dla tzw. Diecezjalnych Zakładów Wychowawczych im. św. Jacka. Teren pod budowę gmachu gimnazjum i liceum nabyła Kuria od rodziny Gdowiaków. Zakład miał być przeznaczony na gimnazjum i liceum męskie im. św. Jacka oraz szkołę podstawową. Budynek o powierzchni 15 755 m² zaprojektował katowicki architekt Jan Kapołka, a projekt frontonów wykonał związany z katowicką katedrą Zygmunt Gawlik.
W chwili wybuchu wojny budynek był w stanie surowym. Pomimo szeregu szykan ze strony niemieckich władz miasta kuria kontynuowała prace i szukała sposobu wydzierżawienia budynku na warunkach korzystnych dla diecezji. Ostatecznie z dniem 25 października 1940 r. obiekt przejął Wehrmacht, który doprowadził do jego wykończenia i urządził w nim Dom Żołnierza (niem. Haus der Wehrmacht in Kattowitz). Z tego czasu pochodziły wybudowane przy obu końcach budynku (od ul. Jordana oraz ul. Lisieckiego) niemieckie schrony bojowe, żelbetowe ze stalowymi kopułami, usunięte dopiero w późnych latach 60.
Po ukończeniu wojny w budynku rozpoczęło działanie prywatne Gimnazjum św. Jacka. W 1950 r. władze odebrały jednak budynek Kurii Biskupiej, umieszczając w nim I Liceum Ogólnokształcące im. Mikołaja Kopernika, Szkołę Podstawową nr 37, Państwową podstawową i Średnią Szkołę Muzyczną oraz placówkę Stacji Oceny Nasion.
Po przeprowadzce w 1966 r. I LO im. M. Kopernika do nowo wybudowanego gmachu przy ul. H. Sienkiewicza, a następnie wyprowadzeniu się pozostałych instytucji, gmach stopniowo przejął Wydział Nauk Społecznych nowo powstałego Uniwersytetu Śląskiego. Na początku lat 90. ub. w. budynek powrócił do Kurii, która umieściła w nim Wyższe Śląskie Seminarium Duchowne.
Do końca lat 60. XX w. ciąg ulicy Wita Stwosza był przerwany na wysokości obecnego wejścia do Wyższego Śląskiego Seminarium Duchownego i nieprzejezdny. Dopiero wówczas bowiem rozebrano stojący w poprzek drogi piętrowy budynek mieszkalny dawnej zabudowy folwarcznej. Z tego powodu wcześniej dojazd do wyżej położonego odcinka ulicy odbywał się jedynie obecną ul. M. Szeligiewicza. Bloki mieszkalne po zachodniej stronie tego odcinka ulicy powstały w latach 40. i 50. Jedynym wyjątkiem była kamienica pod nr 19, na rogu z dzisiejszą ulicą Szeligiewicza, wzniesiona przez Zakład Ubezpieczeń ok. połowy lat 30. Po wschodniej stronie tego odcinka prostokąt w obrysie obecnych ulic Wita Stwosza, ks. J. Czempiela, Plebiscytowej i bpa Cz. Domina, należący także do Kurii Diecezjalnej, zajmowały drewniane, parterowe baraki. Mieściły się w nich m.in. stolarnia diecezjalna ze składami drewna (wykonywała ławki, konfesjonały, nastawy ołtarzowe i. t. p.), warsztaty produkujące dewocjonalia (m.in. odlewane z gipsu figury świętych), a także mieszkania. Po ich stopniowej likwidacji (w latach 70. i 80.) wzniesiono na tym terenie obecne zabudowania „Caritas”-u Archidiecezji Katowickiej.
Przez długi czas odcinek ul. Wita Stwosza powyżej obecnej ul. Szeligiewicza był polną drogą, kończącą się na wysokości dzisiejszego numeru 29. Zapewniała ona dojazd m.in. do budynków nr. 30 – 30c należących do resortu telekomunikacji. Dalej, aż do ul. Ceglanej (wówczas również o charakterze drogi polnej), ciągnęły się wysypiska gruzu i inne nieużytki. Po wschodniej stronie aż do pierwszych lat 60. tuż przed osią obecnej alei Górnośląskiej (Autostrada A4; tędy również biegła polna droga) znajdowało się samotne, stare gospodarstwo z niewielkim stawem. Zlikwidowano je w związku z budową na tym terenie obecnej siedziby katowickiej Komendy Wojewódzkiej Państwowej Straży Pożarnej (nr 36). Dalej, do ul. Ceglanej, ciągnęły się ogródki działkowe – na tym terenie funkcjonuje obecnie zbudowane w latach 80. Uniwersyteckie Centrum Okulistyki i Onkologii. Po stronie zachodniej w 1985 r., tuż przed aleją Górnośląską, wybudowano charakterystyczny „Błękitny wieżowiec” (nr 31) będący dziś siedzibą szeregu instytucji państwowych i samorządowych.
Pod koniec 1999 powołano Komitet Budowy Nowego Gmachu Muzeum Śląskiego, który wkrótce potem zatwierdził zaktualizowany, tzn. pomniejszony o 30%, projekt Jana Fiszera. Plan zyskał uznanie środowisk twórczych i naukowych. W październiku 2002 Muzeum Śląskie w Katowicach otrzymało od miasta darowiznę w postaci działki o powierzchni 5,5 ha zlokalizowanej w prostokącie ulic Wita Stwosza, Ceglanej, Tadeusza Kościuszki i Alei Górnośląskiej, pod budowę nowego gmachu. Projekt ten nie został zrealizowany. W tym miejscu tuż za aleją powstał później budynek hotelu „Diament”, zaś dalej w kierunku ul. Ceglanej powstał (budowany od 2016 r.) obiekt prywatnej placówki medycznej GeoMedical. Zakupiony przez władze Katowic, został on w 2023 r. użyczony na rzecz szpitala MSWiA. 
W okresie od 7 lipca do 7 września 2006 wybudowano zjazd z ul. Wita Stwosza do autostrady A4. Wartość inwestycji wyniosła 195 470 zł; wykonano drogę, długości 70 metrów i szerokości 5 metrów, wraz z chodnikiem i barierkami.
Dnia 3 sierpnia 2010 ulicą prowadziła trasa trzeciego etapu wyścigu kolarskiego Tour de Pologne 2010.

## Obiekty zabytkowe
Przy ulicy Wita Stwosza znajdują się następujące historyczne obiekty:
- narożna kamienica mieszkalna (ul. Wita Stwosza 1, róg z pl. K. Miarki)[17]; W 1920 r. zamieszkał w nim wraz z rodziną dr Alfons Górnik, w latach 1922–1928 pierwszy polski prezydent Katowic. W 1929 r. mieścił się tu m.in. salon fryzjerski „Paryżanka”[18].
- zabytkowy budynek mieszkalny (ul. Wita Stwosza 3), wpisany do rejestru zabytków 31 maja 1995 (nr rej.: A/1608/95[19]; obecnie A/1247/23[20]); został wzniesiony w 1910 prawdopodobnie według projektu Hugo Weissenberga w stylu wczesnego modernizmu z elementami secesji[21]; W latach międzywojennych w lokalu nr 8 mieszkał inżynier Ksawery Goryanowicz[22], właściciel firmy która m.in. w latach 1931-1933 wybudowała w Wiśle wiadukty kolejowe nad dolinami potoków Dziechcinka i Łabajów.
- kamienica mieszkalna – dom architekta Ernsta Ritschela (ul. Wita Stwosza 4)[17], wzniesiony w 1912 w stylu modernistycznym – czteropiętrowy, z dwoma wydatnymi ryzalitami od frontu, pomiędzy którymi umieszczono wejście i loggie balkonowe; zachowała się alegoryczna figura kobieca na postumencie (w podcieniu), dekoracje portali i loggi, historyczne: stolarka drzwiowa, okienna z malowanymi okennicami, witraże, ceramika w bramie[23]. W domu tym mieszkał m.in. Stanisław Szkudlarz – długoletni (1926-1939) wiceprezydent Katowic. 13 października 2010 na fasadzie tego budynku odsłonięto tablicę pamiątkową ku czci Adolfa Dygacza – profesora i znawcy kultury śląskiej (mieszkał w nim w latach 1988–2004)[24].
- kamienica mieszkalna (ul. Wita Stwosza 5)[17]. Mieszkał w niej m.in. były burmistrz Katowic Edmund Leu[22], w l. 1922-1939 prezes Agrar und Commerzbank AG w Katowicach[25];
- narożna kamienica mieszkalna (ul. Wita Stwosza 6, ul. J. Ligonia 16); w dwudziestoleciu międzywojennym pod numerem 6 istniała klinika dla chorób kobiecych doktora Kazimierza Wędlikowskiego[26];
- budynek biurowy (ul. Wita Stwosza 7), wzniesiony w dwudziestoleciu międzywojennym w stylu funkcjonalizmu[17];
- budynek biurowy (ul. Wita Stwosza 9), wzniesiony w dwudziestoleciu międzywojennym w stylu funkcjonalizmu[17];
- gmach Wyższego Śląskiego Seminarium Duchownego (ul. Wita Stwosza 17), wybudowany na przełomie lat trzydziestych i czterdziestych XX wieku w stylu funkcjonalizmu[17];
- dwa historyczne budynki (ul. Wita Stwosza 30)[17].

## Opis
Swoją siedzibę przy tej ulicy mają: kancelarie radców prawnych, oddziały banków, Drukarnia Archidiecezjalna (ul. Wita Stwosza 11; na fasadzie budynku znajduje się tablica pamiątkowa, upamiętniająca otwarcie drukarni), Koleje Śląskie Sp. z o.o., Radio „eM” (ul. Wita Stwosza 16), Wydawnictwo Kurii Metropolitalnej „Gość Niedzielny”, restauracje, Komenda Wojewódzka Państwowej Straży Pożarnej (ul. Wita Stwosza 36), „Mosty Śląsk” Sp. z o.o., Hotel Diament Park (ul. Wita Stwosza 37), Urząd Pocztowy Katowice 25, Sąd Rejonowy Katowice–Wschód: Wydział IX Gospodarczy Rejestr Zastawów, Prokuratura Okręgowa i Prokuratura Apelacyjna (ul. Wita Stwosza 31) oraz Wyższe Śląskie Seminarium Duchowne (ul. Wita Stwosza 17). W narożniku z ul. H. Jordana (wejście z ul. Jordana) znajduje się Wydział Teologiczny Uniwersytetu Śląskiego wraz z biblioteką (posiadającą 122 000 woluminów i jednostek)
Przy ul. Wita Stwosza 31 wznosi się Biurowiec Wojewódzki. Został zbudowany w 1985; jest siedzibą między innymi: Prokuratury Okręgowej, Prokuratury Apelacyjnej, Górnośląskiej Agencji Rozwoju Regionalnego, Wojewódzkiego Przedsiębiorstwa Komunikacyjnego, Regionalnej Izby Obrachunkowej oraz Wojewódzkiego Inspektoratu Ochrony Środowiska. W budynku znajduje się 5 wind, powierzchnia użytkowa wynosi Powierzchnia użytkowa: 17 987 m², powierzchnia zabudowy – 1573 m², kubatura – 70 970 m³.
U zbiegu ul. Wita Stwosza z ul. Ceglaną znajduje się Samodzielny Publiczny Szpital Kliniczny nr 5, szpital okulistyczny. Naprzeciw, po drugiej stronie ulicy (Wita Stwosza 39-41), mieści się szpital MSWiA (Samodzielny Publiczny Zakład Opieki Zdrowotnej Ministerstwa Spraw Wewnętrznych w Katowicach im. sierżanta Grzegorza Załogi).
Cała ulica znajduje się w Strefie Płatnego Parkowania (podstrefa B).
Ulicą kursują linie autobusowe Zarządu Transportu Metropolitalnego (ZTM).